# Erik Hamrén
Erik Anders Hamrén, född 27 juni 1957 i Ockelbo, är en svensk fotbollstränare som senast var tränare för danska Aalborg BK. Hamrén var mellan 2009 och 2016 förbundskapten för Sveriges herrlandslag.

## Biografi

### Uppväxt och spelarmeriter
Hamrén föddes på Ljusdals BB och tillbringade sina första levnadsår utanför Ockelbo, där hans far arbetade inom järnvägen. Därefter flyttade familjern till Ljusdal. I Ljusdal spelade han förutom mittfältare i fotboll även bandy i Ljusdals BK innan han kom till Stockvik i Sundsvall. En skada stoppade spelarkarriären.

### Tränarkarriär
Tränarkarriären började i IFK Sundsvall vid sidan av arbetet som underofficer (sergeant). 1983 vann de 18-åriga pojkjuniorerna i IFK Sundsvall SM-guld under ledning av Erik Hamrén. Han började sedan på GIH i Stockholm. Hamrén började träna klubbar i Stockholmsområdet. 1995 blev han assisterande tränare till Hasse Backe i AIK och tog därefter över laget under två år då laget vann två cuptitlar. Han avskedades 1997 och ersattes av Stuart Baxter.
Erik Hamrén blev under sin tid i Örgryte IS en populär tränare bland lagets supportrar. Hamrén räddade kvar laget i allsvenskan hösten 1998 och ledde laget året efter till en fjärdeplats. Säsongerna 2002–2003 följde nya topplaceringar innan Hamrén valde att gå vidare till danska Aalborg BK. Utöver de allsvenska medaljerna med ÖIS har Hamrén vunnit svenska cupen vid tre tillfällen: 1996 och 1997 med AIK samt 2000 som ansvarig för ÖIS. Hamrén tog brons med Aalborg 2007 och guld 2008. Detta gjorde honom historisk i den danska klubben genom att vara den första tränaren som tagit medalj två år i rad. Karriären fortsatte i norska storklubben Rosenborg. 
Den 4 november 2009 tog Hamrén över efter Lars Lagerbäck som svenska herrfotbollslandslagets förbundskapten. Hamrén var det tänkta andrahandsvalet som förbundskapten efter att förstahandsvalet Sven-Göran Eriksson tackat nej. Då var Hamrén anställd som Rosenborgs tränare. Officiellt såg det ut som om förhandlingarna havererat, men när Svenska Fotbollförbundet och Rosenborg lyckades nå en överenskommelse, kunde Hamrén offentliggöras som ny förbundskapten.
Hamréns första seger som förbundskapten kom den 20 januari 2010 mot Oman under januariturnén. Matchen slutade 1–0 efter ett mål av Anders Svensson på frispark. 
Fram till 31 augusti 2010 skulle Hamrén ha fortsatt parallellt att träna Rosenborg. Men i maj 2010 kom Hamrén och Rosenborg överens om att Hamrén från och med den 1 juni 2010 skulle bli förbundskapten för svenska landslaget på heltid.
Efter EM i fotboll 2016 avgick han och lämnade över uppdraget som Sveriges förbundskapten till Janne Andersson.
Den 8 augusti 2018 blev Hamrén bekräftad som ny förbundskapten för Island. Senare samma dag spelade Island match på bortaplan mot Schweiz i Uefa Nations League, en match som Schweiz vann med 6–0. Det var Islands största förlust sedan 2001. Hamrén misslyckades med att ta Island till EM och den 14 november 2020 meddelande han på en presskonferens att han skulle avgå efter Islands avslutande matcher i Uefa Nations League. Enligt Hamrén var det ett eget beslut.
Han återgick till att träna Aalborg från september 2022, då klubben låg näst sist i tabellen, men avskedades ett halvår senare då Aalborg låg sist i tabellen och ledande spelare kritiserat honom.

### Familj
Han är gift sedan 1987 och har två barn.

## Meriter på klubbnivå

### Sverige (–2003)
- Lilla silver (Trea i allsvenskan) 2002
- SM-brons (Fyra i allsvenskan) 1999, 2003
- Svenska cupen 1996 och 1997 (med AIK) samt 2000 (med Örgryte)
- SM-guld för juniorer med IFK Sundsvall 1983

### Danmark (2004–2008)
- Danskt brons med Aalborg BK 2007
- Gruppspel i UEFA-cupen där Sampdoria blev utslaget av Aalborg. Det här var första gången i historien[källa behövs] som ett danskt lag lyckades slå ut ett italienskt lag i en stor turnering. 2007
- Danskt guld med Aalborg BK 2008
- Årets tränare i Danmark 2008

### Norge (2008–2010)
- Norskt guld med Rosenborg BK 2009